# Ustárroz
Ustárroz (Uztarrotz en euskera) es una localidad española de la Comunidad Foral de Navarra perteneciente al municipio del Valle de Egüés. Su población en 2014 es de 13 habitantes (INE).

## Geografía
Ustárroz dista de Pamplona 13 km que se recorren a través primero de un kilómetro de carretera local y luego por la NA-150 que une Pamplona con Aoiz. En el entorno físico predominan los campos de labranza, eminentemente cerealistas. Se distribuyen por suaves lomas con manchas de arbolado que se espesan conforme se aproximan las estribaciones montañosas que en ningún caso son excesivamente elevadas.